# PlayStation Portable Go
De PlayStation Portable Go (PSP Go) is een op 2 juni 2009 door Sony Computer Entertainment geïntroduceerde PlayStation Portable. De nieuwe PSP werd op de gamebeurs E3 gepresenteerd als het "slechtst bewaarde geheim". Dit was omdat drie dagen van tevoren al uitlekte dat Sony een nieuwe PSP op de markt wilde brengen.
De spelcomputer verscheen in Europa en Noord-Amerika op 1 oktober 2009 en in Japan op 1 november 2009. De PSP Go werd uitgebracht in de kleuren zwart en wit.

## Eigenschappen
Aan de vormgeving van de nieuwe PlayStation Portable was veel veranderd. Zo zitten de D-pad en de vertrouwde knoppen (△, ◯, ✕, ▢) onder het scherm. De PSP Go is hierdoor in- en uitschuifbaar. Als de gebruiker niet speelt, kan hij de PSP Go kleiner maken. Er verschijnt dan op het scherm een klok. Het scherm van de PSP Go is 9,7 cm groot, 43% lichter dan de PSP-3000 en heeft er ook - naast de al bestaande functies - een aantal functies bij gekregen.
Zo beschikt de PSP Go over de al bestaande functies:
- Wireless LAN (ieee 802.11b) (wifi)
- Hi-Speed USB (USB 2.0)
- Microfoon

En de nieuwe functies:
- Memory Stick Micro
- Bluetooth 2.0 (EDR)

Het geheugen van de nieuwe PSP Go is 16 GB, wat uitgebreid kan worden met een Memory Stick Micro (M2).

## Games
De PSP Go heeft niet alleen een nieuwe vormgeving, maar is ook vernieuwd op het gebied van games. Games voor de PSP Go zullen moeten worden gedownload tegen betaling in de PlayStation Store. Enkele nieuwe titels die Sony heeft aangekondigd zijn:
- Motorstorm: Arctic Edge
- Gran Turismo
- FIFA 2010
- Jak & Daxter: The Lost Frontier
- PixelJunk Monsters Deluxe
- Grand Theft Auto: Chinatown Wars
- Assasin's Creed Bloodlines
- LittleBigPlanet
- SOCOM: Fireteam Bravo
- Tekken 6
- Metal Gear Solid: Peace Walker
- Resident Evil

Deze spellen zullen ook allemaal op UMD verschijnen voor degenen die nog een PSP 1000, PSP 2000 (Slim & Lite) of een PSP 3000 hebben.

## Ondersteunde bestanden
Video
- .MPEG-4
- .WMV.(geen AVI)

Muziek
- .atrac3(plus)
- .MP3
- .MP4
- .WAVE
- .WMA

Foto
- .JPEG
- .TIFF
- .BMP
- .GIF
- .PNG

Bestanden kunnen door middel van Media Go op de PSP Go worden gezet.
Spelcomputers · Draagbare spelcomputers (Lijst van draagbare spelcomputers)